# Imprenta de la Patria

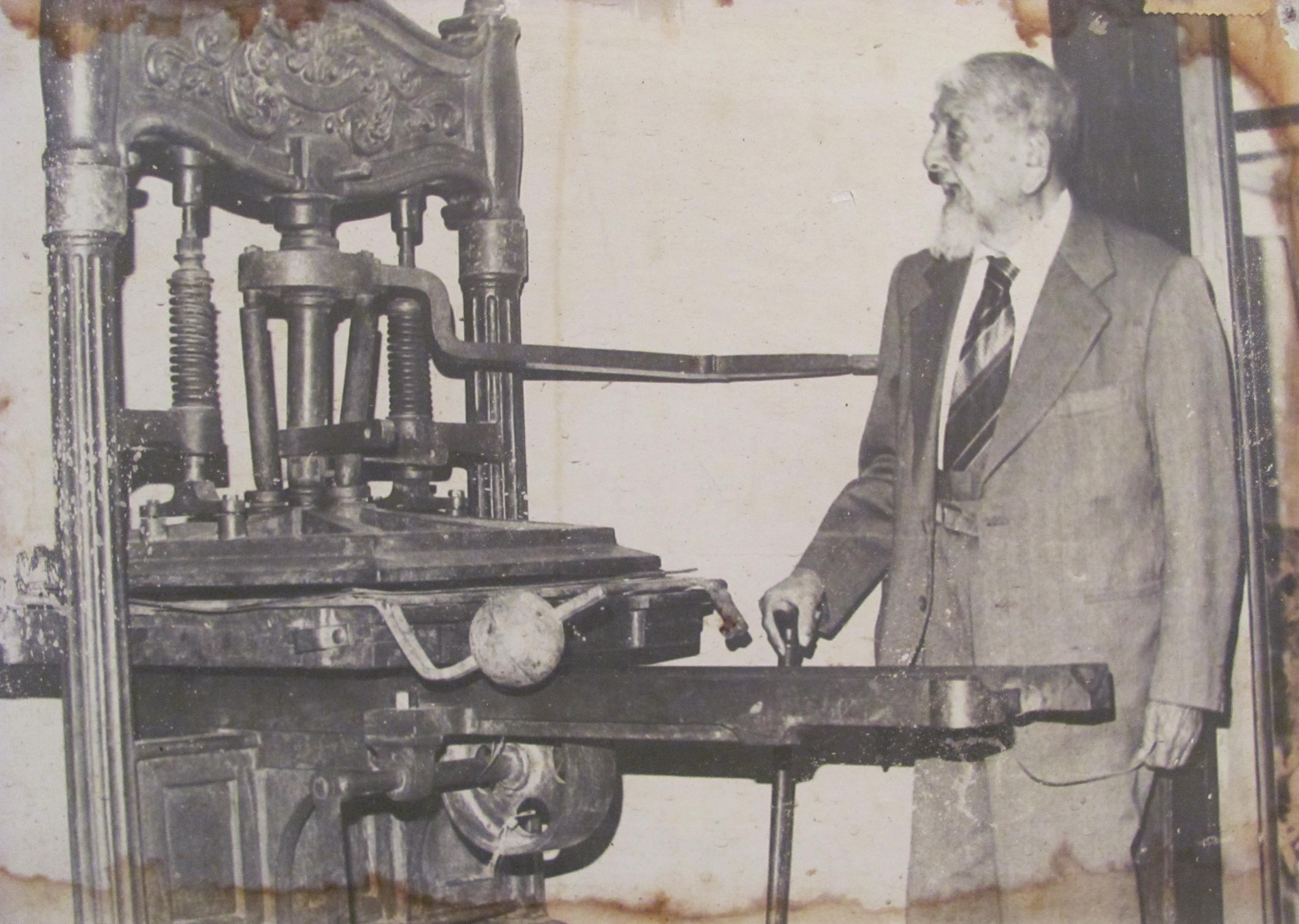
Imprenta de la Patria mostrada por Florentino Tilca en el Museo del Vino, Cafayate, Salta, Argentina.

Se conoce como Imprenta de la Patria a la prensa tipográfica expuesta en el Museo del Vino de la ciudad de Cafayate en la provincia de Salta, Argentina.

## Reseña histórica

### El inicio de su trajín

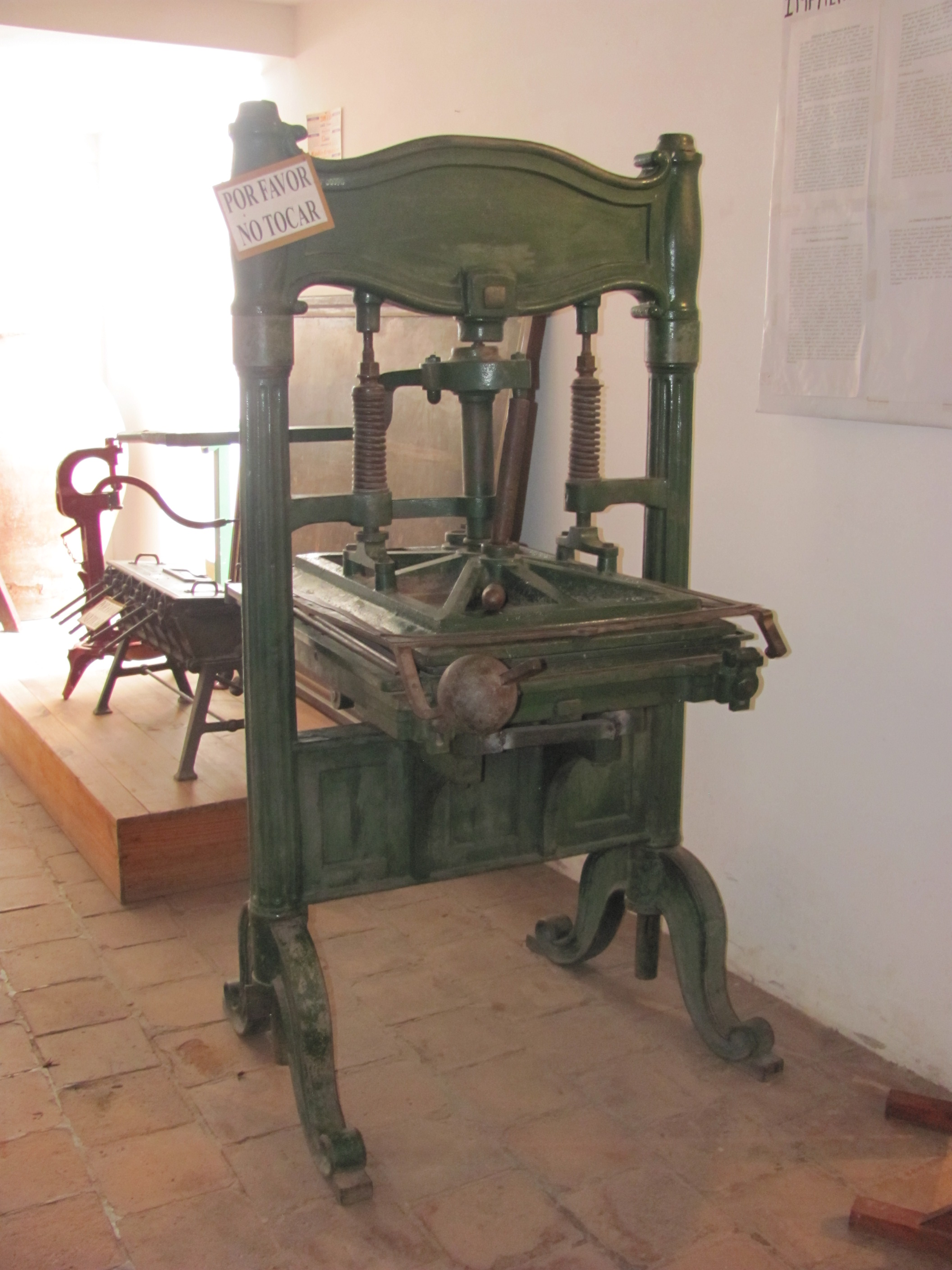
Imprenta de la Patria (frente) en el Museo del Vino de Cafayate, Salta, Argentina.

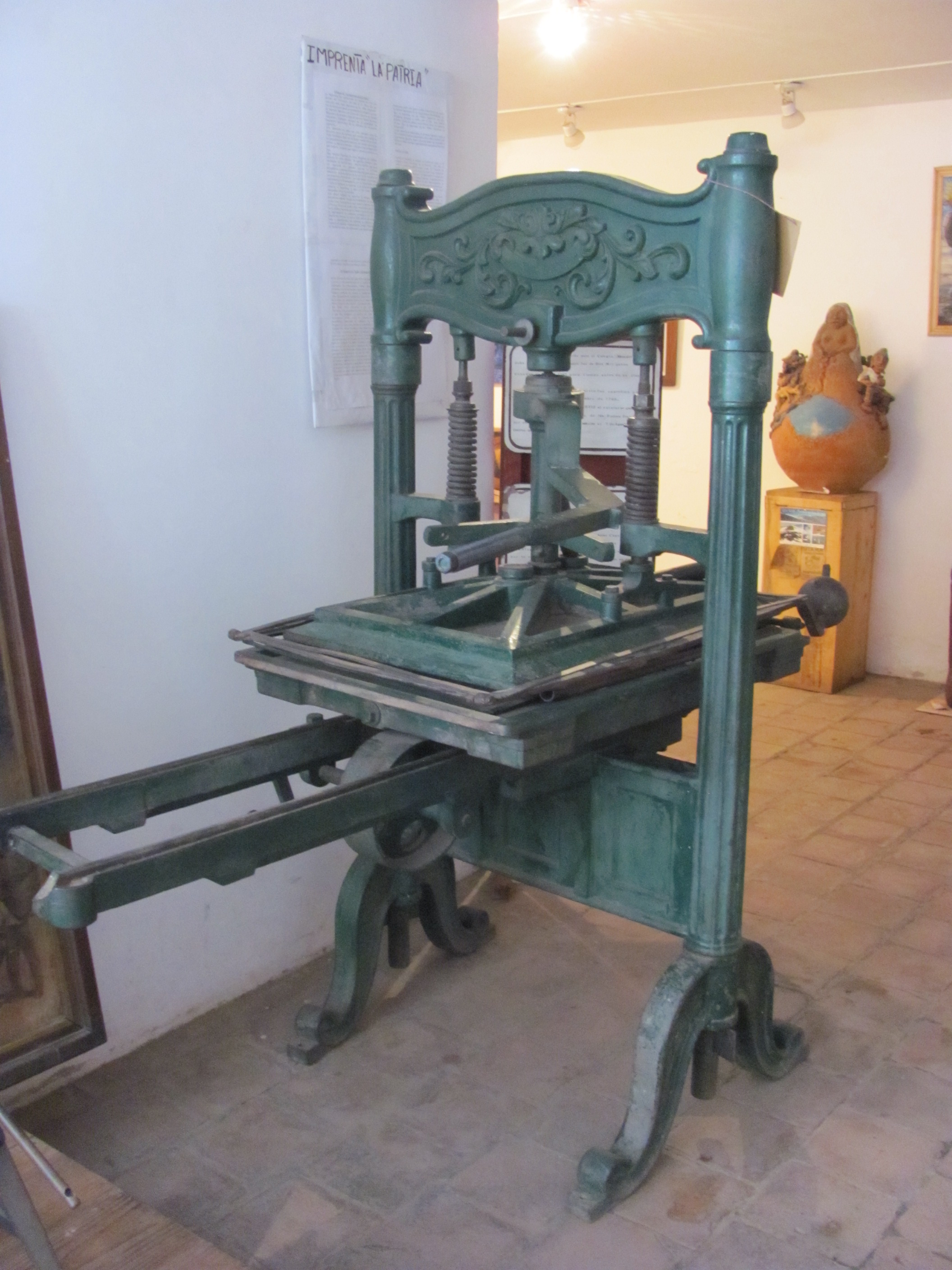
Imprenta de la Patria (fondo) en el Museo del Vino de Cafayate, Salta, Argentina.

En el Museo del Vino localizado en Cafayate se encuentra expuesta una prensa tipográfica hecha de hierro fundido que se menciona es la que llevaron los jesuitas al Río de La Plata en el siglo XVIII y obtuvieron la autorización para su funcionamiento en la Universidad de Córdoba, de la Compañía de Jesús en la ciudad de Córdoba el 7 de septiembre de 1765. Posteriormente, fue cedida al Colegio de Monserrat.
Luego de la expulsión de los jesuitas (1767-1768), la imprenta fue trasladada a Buenos Aires por orden del virrey Juan José Vértiz, que la obtuvo de los franciscanos. Se instaló en 1770 en lo que hoy se conoce como la Manzana de las Luces de la ciudad de Buenos Aires. En 1783 fue trasladada a la esquina de las calles Perú y Alsina, en donde funcionó más de 40 años. Se la conoció como Real Imprenta de los Niños Expósitos debido a que los beneficios obtenidos se dedicaban a la Casa de los Niños Expósitos.
Se dice que con esta prensa fueron impresas las invitaciones del cabildo abierto de 22 de mayo de 1810 que llevaría a la emancipación de España de las Provincias Unidas del Río de la Plata. Además fue impreso el Himno Nacional Argentino y el diario Gazeta de Buenos Ayres que escribía Mariano Moreno. En 1801 se editó el primer periódico llamado Telégrafo Mercantil, Rural, Político, Económico, e Historiógrafo del Río de la Plata.

### Ubicación en Salta
Posteriormente la prensa fue trasladada a Salta, cedida por Bernardino Rivadavia, e instalada en el Cabildo de Salta, donde pasó a ser conocida como Imprenta de la Patria. En 1822 comenzó a publicarse la Revista de Salta. También se imprimieron la Revista Mensual, El Pregón de Salta y la Diana de Salta. El primer oficial impresor fue el poeta Hilario Ascasubi, que la utilizó para imprimir el poema Santos Vega. Con interrupciones la Imprenta de la Patria funcionó hasta 1928 en Cafayate. 
Se dice que el caudillo Felipe Varela, luego de perder la batalla del Pozo de Vargas en la La Rioja en 1867 utilizó las tipografías de plomo para fundir balas. Siendo ya un objeto inútil, fue abandonada hasta que en 1874 el terrateniente salteño Agustín Tomás Arias la adquirió como hierro viejo y la trasladó a los valles Calchaquíes. El historiador argentino Celedonio Galván Moreno afirmó que «Los plomos de la vieja imprenta que, en signos de alfabeto lidiaron tan cruentas batallas contra la barbarie, volvieron a ser plomo que horadando las carnes de los forajidos, permitió a la plaza sostener su defensa durante dos días y salvarse». Entonces, desde el año 1867 con la invasión de Felipe Varela, hasta 1874 cuando el terrateniente Arias Chavarría la rescata, se pierden los rastros de la Imprenta de la Patria hasta que aparece entre un montón de hierros abandonados y a la venta al ser dada de baja en una época desconocida.

### Su destino final en Cafayate
El 27 de junio de 1886 apareció en Cafayate el primer periódico departamental El Progreso, cuyo director, impresor y redactor fue el ya mencionado Agustín Arias. La prensa daría origen en 1891 a El Calchaquí. En 1912 nació en Cafayate La Unión Calchaquí, que finalizó su ciclo en 1916, para dar paso al semanario La Verdad, cuyo director era Belisario Medina. Entre 1915 y 1916 apareció La Voz del Valle, órgano del partido político conservador Unión Provincial dirigido por Nicolás Villalba, con el único fin de atacar a los partidarios de la Unión Cívica Radical. [cita requerida]
El 16 de noviembre de 1944 la prensa fue enviada desde Cafayate a Buenos Aires a pedido de la Cámara de Industrias Gráficas de la Unión Industrial Argentina y fue exhibida en la Exposición del Libro Argentino. En 1946 fue llevada al Museo histórico de Salta. Pero su propietario, Florentín Tilca la retiró y llevó al Centro Argentino de Socorros Mutuos y luego a la Escuela de Artes Tomas Cabrera. El 13 de enero de 1979 la Imprenta de la Patria fue recibida con honores en la municipalidad de Cafayate. En este acto, Florentin Tilca la donó a la intendencia. Años más tarde se sumó a la colección del Museo de la Vid y el Vino, donde se encuentra actualmente. En 2010 regresó a Buenos Aires, temporalmente, para ser expuesta en la 36.ª Feria Internacional del Libro.
Un folleto en 1956, escrito por Atilio Castelli sostiene, que después de varias operaciones su propietario fue Clodomiro Villagrán. Al fallecer en 1920, y a raíz del juicio sucesorio, el juez en lo civil Alejandro Basan ordenó el remate de varios bienes, entre ellos la imprenta. En la subasta resultó adjudicatario de la reliquia histórica, Florentín Tilca, quien durante décadas editó el periódico La Verdad.
Celedonio Galván Moreno menciona que también fue expuesta en el diario El Intransigente, luego en una casona de propiedad de David Michel Torino, donde funcionará por un tiempo el Comité Provincial de la Unión Cívica Radical del Pueblo[cita requerida]

## Controversia sobre su origen
Existe controversia sobre el origen de la prensa tipográfica localizada en Cafayate ya que el impresor gráfico Patricio Gatti menciona que en el siglo XVIII no había prensas hechas de hierro fundido sino de madera. El especialista en prensas históricas, Erik Desmyter dice que en realidad que esta prensa fue fabricada en Viena entre 1848 y 1865 por Heinrich Löser, casi 80 años posterior a la jesuita.
La primera prensa de hierro fundido se le atribuye a Earl Stanhope, hacia 1800. El sistema de columnas, que se utiliza para bajar la platina, fue patentado por Abraham Stansbury en 1821.